# 吞食天地 (街机)
《吞食天地》是一款由卡普空公司于1989年制作和发行的街机清版动作游戏。游戏根据同名漫画《吞食天地》制作。本游戏之后移植至ZX Spectrum、Amstrad CPC、康懋達64以及PC Engine等平台。

## 劇情
游戏的主要内容为漢末時期刘备方与黄巾军的战斗，最終關要接連打呂布、董旻和董卓，一共八關。

## 特色
以骑马作战方式進行，遊戲操作簡單，招式較少，武將的血量以數字顯示在頂部。人物的頭像特寫會變，集氣時會咬牙，放射的時侯會怒吼，被打會有受傷的表情。遊戲的難度之一是不能連發，角色和武器會隨流程和分數而升級。此外，劉備跟趙雲是出招快但集氣攻擊的威力弱，關羽跟張飛則是集氣攻擊的威力強但出招慢。

## 登場角色

### 玩家
- 劉備
- 關羽
- 張飛
- 趙雲

### 頭目
粗體者為該關最終頭目
- 第一關：程遠志、鄧茂
- 第二關：雜兵軍團
- 第三關：張角、張寶、張梁
- 第四關：胡軫、華雄
- 第五關：呂布、李傕、郭汜
- 第六關：樊稠、張濟
- 第七關：徐榮、李儒
- 最終關：呂布、董旻、董卓

### 其他角色
- 諸葛亮

关卡之间的剧情演示画面裡经常登场，台词较多。敌将战裡制限时间所剩无几时，警告信息也是诸葛亮发出的。
- 火虎、周超、宋仁、宋勇

策略選擇「伏兵」而出現的輔助角色支援玩家，使用劉備時出現周超，使用武器是鎖鏈。使用關羽時出現火虎，使用武器是炸彈。使用張飛時出現宋仁，使用武器是劍。使用趙雲時出現宋勇，使用武器是弓箭。
- 曹操

於結局中出現，亦為續作埋下伏筆。